# Програма «Великі обсерваторії»
Вели́кі обсервато́рії — серія із чотирьох науково-дослідних супутників НАСА. Усі великі обсерваторії приблизно однакові за розміром і вартістю на початку програми, усі внесли істотний внесок в астрономію. Кожна з обсерваторій досліджувала свою область електромагнітного спектра.

## Великі обсерваторії
- «Габбл» — космічний телескоп для спостережень у видимому діапазоні і в ближній ультрафіолетовій області спектра. Запущений у 1990 році у рамках місії STS-31[1]. У 1997 році телескоп був вдосконалений у рамках місії STS-82[2] і отримав чутливість до ближньої частини інфрачервоного діапазону.
- «Комптон» — гамма-обсерваторія. Запущена в 1991 році на борту шаттла «Атлантіс» (місія STS-37). Обсерваторія була зведена з орбіти 4 червня 2001 року[3].
- «Чандра» — рентгенівська обсерваторія. Запущена в 1999 році на борту шаттла «Колумбія»[4].
- «Спітцер» — інфрачервоний телескоп[5]. Виведений на орбіту 25 серпня 2003 року, на час запуску був найбільшим  у світі. Після вироблення холодагенту зберігає часткову працездатність[6].

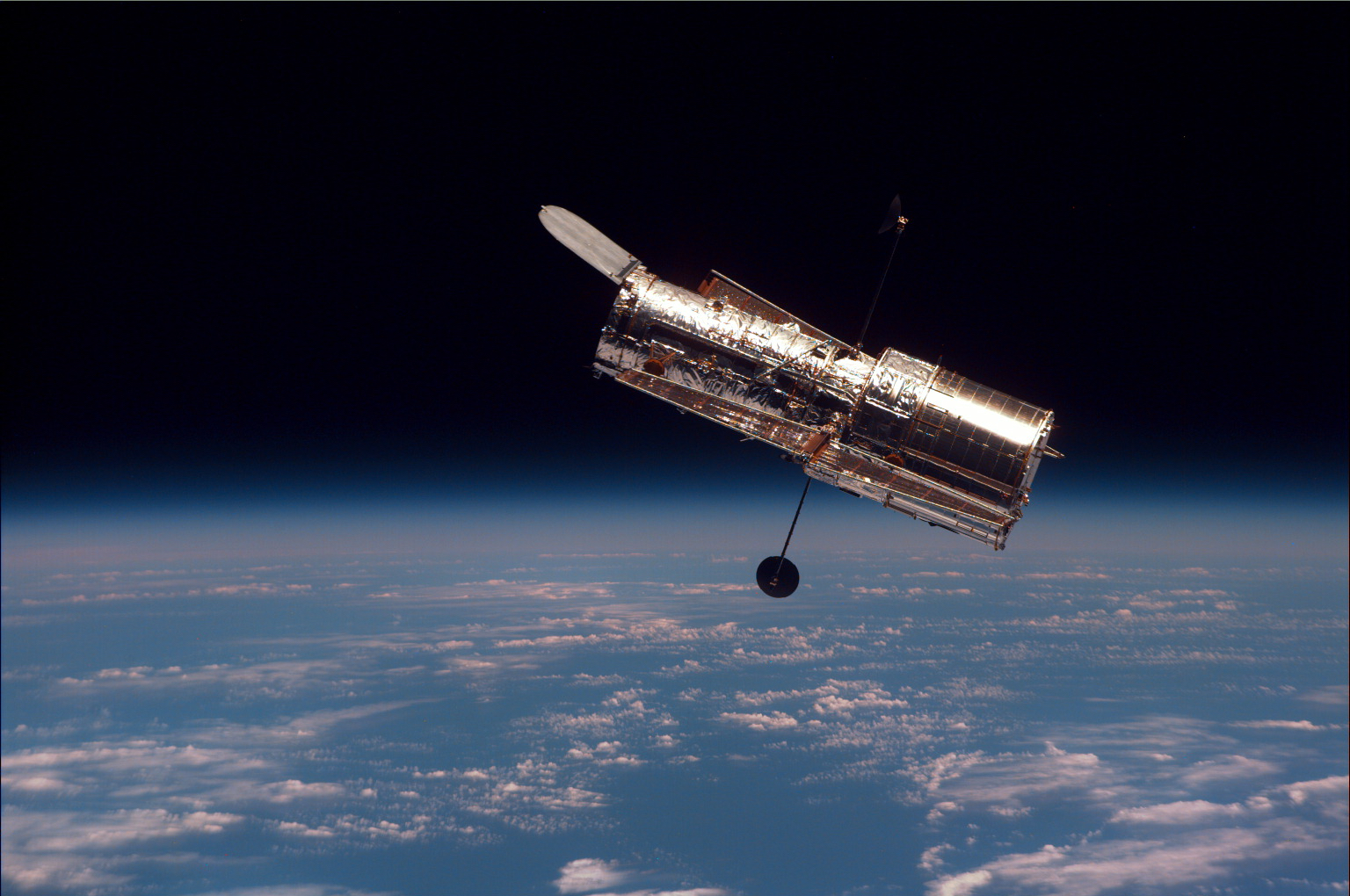
«Хаббл»
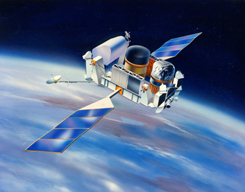
«Комптон»
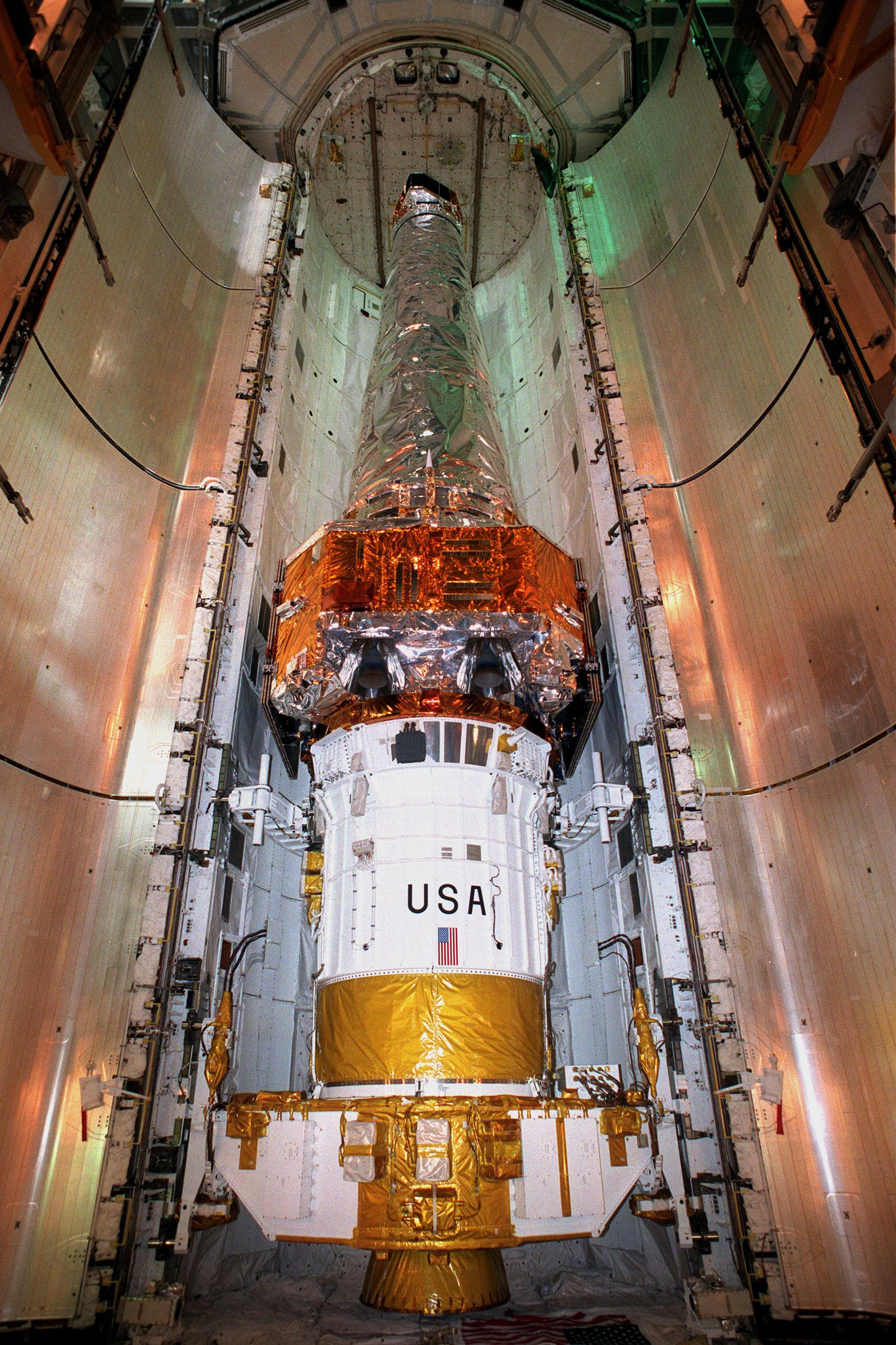
«Чандра»
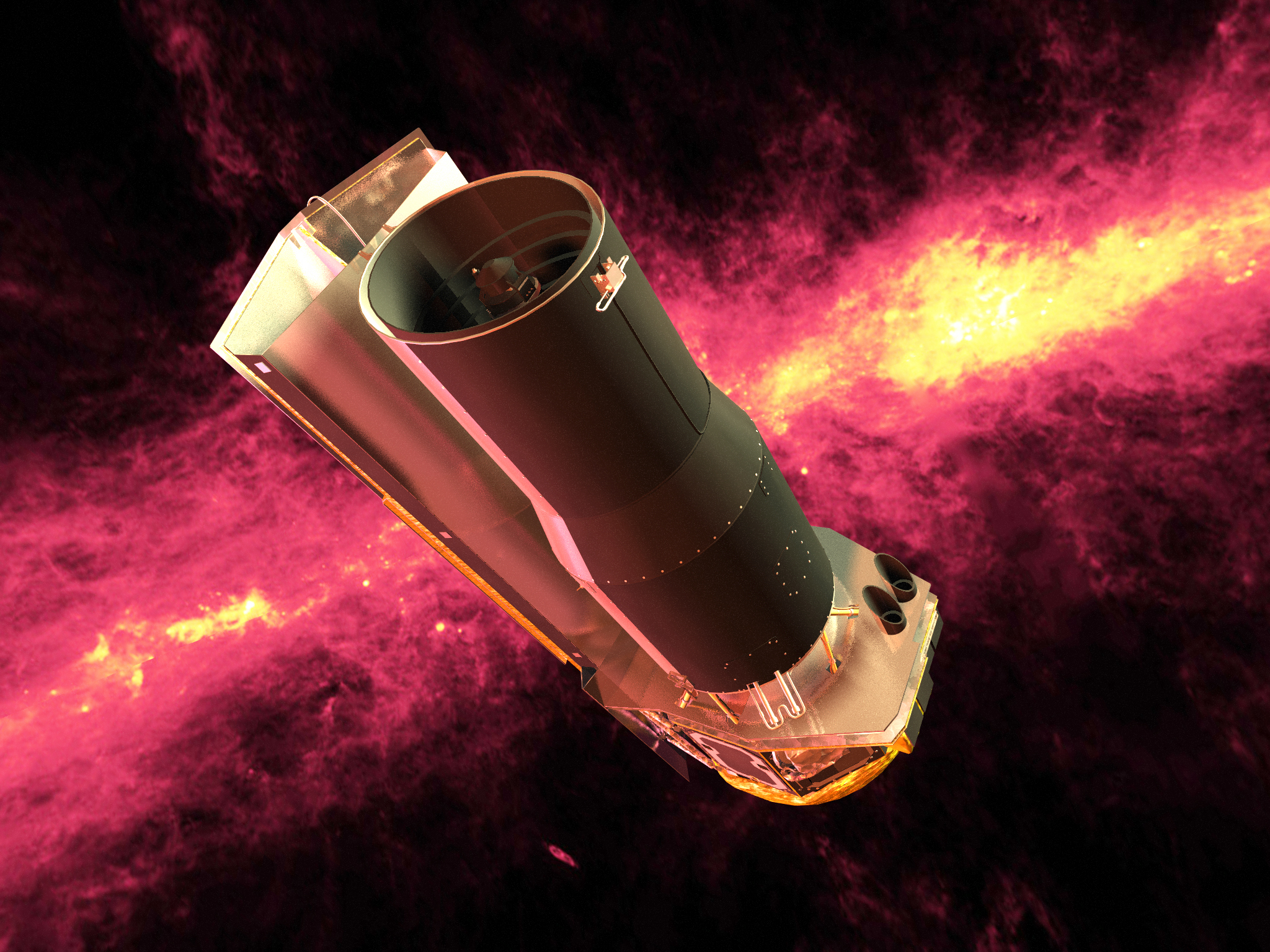
«Спітцер»